# Eis-Operette
Unter Eisoperette versteht man eine Eiskunstlauf-Revue mit „rotem Handlungsfaden“ im Musikstil der Wiener Operette.
Robert Stolz hat dieses Musikgenre für die Wiener Eisrevue geschaffen. Will Petter, der Schöpfer der Wiener Eisrevue, schrieb das Buch und setzte damit einen Kontrapunkt zu den amerikanischen cold spots, wie zusammenhanglose Revuebilder in der Fachsprache heißen. Die erste von 19 Eisoperetten wurde in der Saison 1952/53 aufgeführt und trug den Titel Die ewige Eva, da die Wiener Eiskunstlauf-Europameisterin und Olympiazweite Eva Pawlik der herausragende Star dieser Produktion war. Weitere Eis-Stars, die das Genre der Eisoperetten berühmt gemacht haben: Emmy Puzinger, Rudi Seeliger, Hanna Eigel, Sissy Schwarz/Kurt Oppelt, Ingrid Wendl, Joan Haanappel, Marika Kilius/Hans-Jürgen Bäumler und Emmerich Danzer.

## Liste der Eisoperetten von Robert Stolz
- 1952: Die ewige Eva
- 1953: Wünsch dir, was dein Herz begehrt
- 1954: Glück muss man haben
- 1955: Alles nach Wunsch
- 1956: Melodien der Liebe
- 1957: Sylvia, die Tänzerin
- 1958: Zauber der Liebe
- 1959: Im Land der Träume
- 1960: Illusionen
- 1961: Kapriolen
- 1962: Festival der Liebe
- 1963: Träume des Glücks
- 1964: Tanzende Welt
- 1965: Regenbogen
- 1966: Maskeraden
- 1967: Episoden
- 1968: Confetti
- 1969: Cocktail
- 1970: Eisparade

## Ausstellung in Wien
Vom 10. Jänner bis zum 16. März 2008 fand im Wiener Bezirksmuseum Meidling die Ausstellung „Die Wiener Eisrevue. Einst Botschafterin Österreichs – heute Legende“ statt. Die Eisoperetten von Robert Stolz waren ein Schwerpunkt dieser Ausstellung.